# Hui-piramis

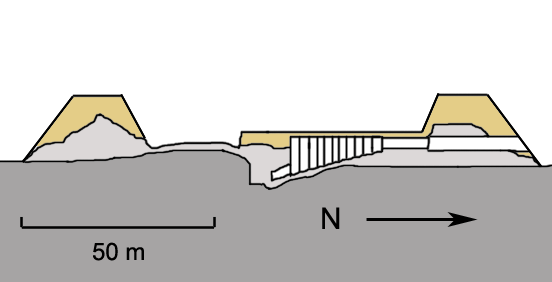
Az építmény keresztmetszete: a megmaradt falak (halványszürkével, maximális magassága 4 méter) és egy lehetséges rekonstrukció (világosbarna)

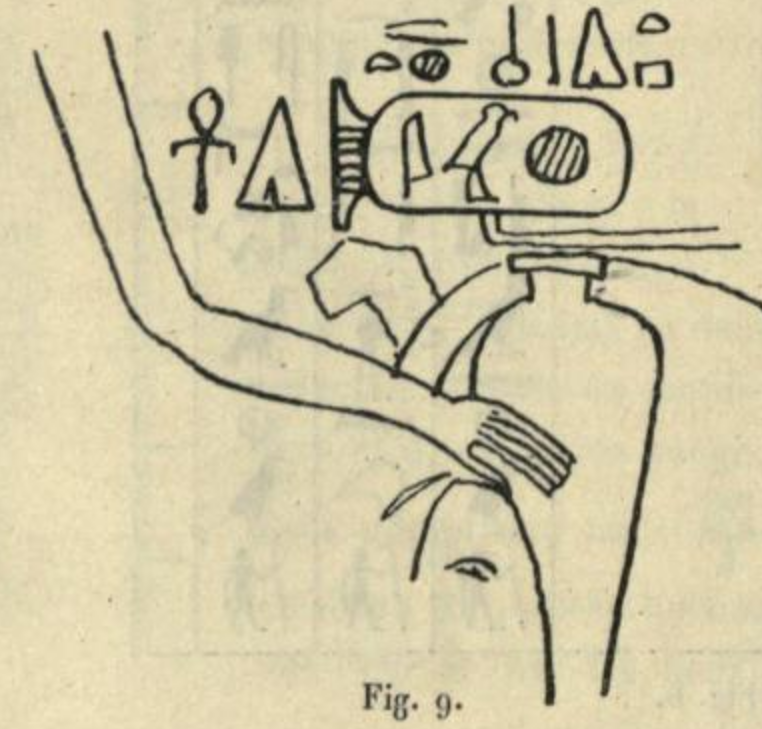
Hui kártusa a piramis közelében

Hui piramisa egy ókori egyiptomi piramis az első átmeneti kor (i. e. 2181 – 2055) elejéről. Dara királyi nekropoliszában található, a közép-egyiptomi Manfalut közelében, a Dakhla oázis bejáratához közel. Tulajdonosának általában a Hui nevű uralkodót tartják, aki a VIII. dinasztia egyik királya volt vagy nomoszkormányzó, aki a központi hatalom meggyengülésekor, i. e. 2150 körül királynak kiáltotta ki magát. Hui piramiskomplexumához tartozott egy halotti templom és egy vályogtégla körzetfal is; ezek a piramishoz hasonlóan mára romokban hevernek.

## Ásatások
A romos piramist először 1912-ben említette Ahmed Kamal egyiptomi egyiptológus az Annales du service des antiquités de l'Égypte-ben írt cikkében. 1946 és 1948 között az épületkomplexumot Raymond Weill is megvizsgálta. Az építmény romos állapota és atipikus szerkezete miatt Kamal nagyméretű masztabasírnak tartotta, Weill pedig piramisnak. Napjainkban, bár az egyiptológusok körében széles körben elterjedt a vélekedés, hogy piramisról (talán lépcsős piramisról) van szó, teljes bizonyossággal továbbra sem lehet eldönteni, milyen építmény volt eredetileg, és nem zárható ki a lehetőség, hogy mégis masztaba volt.

### Tulajdonosa
A piramisnál nem említik tulajdonosa nevét, egy, az építménytől nem messze, délre elhelyezkedő sír ásatása közben azonban előkerült egy kőtömb, amelyen egy reliefen egy addig ismeretlen uralkodó, ḫwj, azaz Hui kártusa állt. A kőtömb származhatott a piramiskomplexumhoz tartozó halotti templomból, amelynek nyomait talán megtalálták a piramistól északra. Bár az egyiptológusok körében széles körben elfogadott, hogy Hui piramisáról van szó, ez teljes egészében még nem nyert bizonyítást.

## Az építmény
Az épület maradványai jelenleg egy lépcsős piramis első lépcsőjére hasonlítanak, ugyanakkor nem bizonyítható, hogy valóban piramisról beszélhetünk, és azt sem tudni, befejezték-e valaha az építkezést. Az építmény alaprajza négyszögletes, 146×136 méteres. Vályogtéglából épült falai enyhén befelé dőlnek, vastagságuk eléri a 35 métert. A sarkak lekerekítettek, görbületi sugaruk 23 méter, üres belső terét alighanem homokkal és zúzalékkal töltötték fel. Méreteit tekintve amennyiben valóban lépcsős piramisról van szó, alapja nagyobb lehetett, mint Dzsószer híres Lépcsős piramisáé, amennyiben pedig masztaba volt, nagyobb lehetett, mint a jelentős méretű Fáraó masztabája, amely Sepszeszkaf részére épült.

### Belseje
A piramis északi oldaláról egy vízszintes folyosó, melynek bejárata talajszinten nyílik, egyenesen az építmény középpontjába vezet, majd lejtő galériában folytatódik, melyet mészkő borít, mennyezetét pilaszterekkel megerősített tizenegy boltív alkotja. Ez a galéria vezet a sírkamrába, amely az épület alapjának középpontjában található.A négyszögletes sírkamra 8,8 méterrel a felszín alatt található, méretr 3,5×7 méter. Falai durván megmunkált mészkőből épültek, melyet feltehetőleg egy közeli VI. dinasztia kori nekropoliszból hasznosítottak újra. A piramist már az ókorban kirabolhatták és csaknem elpusztították, az ásatás során teljesen üresen találták, így lehetetlen megállapítani, eltemettek-e ide valakit. A sírkamra szerkezete számos hasonlóságot mutat a Beit Khallafban található K1 masztabáéval, amely a III. dinasztia idejében épült.

## A sírkomplexum
A piramis északi oldaláról egy épület romjai kerültek elő; feltehetőleg a piramiskomplexum részét alkotó halotti templomról van szó, de a romok alapján az épület nem rekonstruálható. A piramiskörzetet körülvevő fal egy részének maradványait is megtalálták, de ma a modern kori Dara település alatt húzódnak.

## Lásd még
- Egyiptomi piramisok listája

## Fordítás
- Ez a szócikk részben vagy egészben  a   Pyramid of Khui című angol Wikipédia-szócikk ezen változatának fordításán alapul.  Az eredeti cikk szerkesztőit annak laptörténete sorolja fel. Ez a jelzés csupán a megfogalmazás eredetét és a szerzői jogokat jelzi, nem szolgál a cikkben szereplő információk forrásmegjelöléseként.

## Külső hivatkozások
- Alan Winston: The Pyramids of Ibi, Khui and the Headless Pyramid − Pyramids of the First Intermediate Period